# Franz Anton Gottfried Frölich
Franz Anton Gottfried Frölich (1805-1878) fue un  entomólogo alemán quién especializó en Lepidoptera.
No debe confundirse con Josef Aloys Frölich, su padre, también entomólogo pero especializado en coleópteros. Franz Anton Gottfried Frölich escribió varios suplementos a las obras de Jacob Hubner — Véase Francis Hemming, "Hübner: Una descripción bibliográfica y sistemática de las obras entomológicas de Jacob Hübner, y de los suplementos de Carl Geyer, Gottfried Franz von Frölich, y Gottlieb August Wilhelm Herrich-Schäffer".